# Gettnau
Gettnau foi uma comuna da Suíça, no Cantão Lucerna. Em 2017 possuía 1.151 habitantes. Estendia-se por uma área de 6,05 km², de densidade populacional de 190,2 hab/km². Confinava com as seguintes comunas: Alberswil, Ohmstal, Schötz, Willisau Land, Willisau Stadt, Zell.
A língua oficial nesta comuna era o Alemão.

## História
Em 1 de janeiro de 2021, passou a formar parte da nova comuna de Willisau.
1. ↑  Swiss Federal Statistical Office (2021). «Applikation der Schweizer Gemeinden» (em alemão). bfs.admin.ch. Consultado em 4 de janeiro de 2021